# حشره‌خوار دم‌برهنه
 حشره‌خوار دم‌برهنه (نام علمی: Crocidura littoralis) نام یک گونه از سرده حشره‌خوارهای دندان‌سفید است.